# Maluti Sky
Maluti Sky war eine Fluggesellschaft in Lesotho mit Sitz in Maseru und Basis auf dem Flughafen Maseru. Sie bildete als Linienflugableger gemeinsam mit der MGC Aviation (Charterflug) ein Unternehmen. Der Flugbetrieb wurde am 1. Mai 2017 eingestellt.

## Flugziele und Flotte
Maluti Sky bediente lediglich die Strecke zwischen Maseru und Johannesburg. MGC Aviation bedient im Charterflugverkehr regionale und internationale Ziele.
Mit Stand März 2017 bestand die Flotte aus zwei Flugzeugen:
| Flugzeugtyp             | Luftfahrzeugkennzeichen | Anmerkungen | Sitzplätze |
| ----------------------- | ----------------------- | ----------- | ---------- |
| Bombardier CRJ200 ER    | ZS-NMJ                  |             | 50         |
| Hawker 700A Private Jet | ZS-SDU                  |             |            |

Hubschrauber
Daneben betreibt MGC Aviation Hubschrauber der beiden Typen AS350 B3 Squirrel und Eurocopter ECR 135 (u. a. 7P-MMC).